# إرنست كرويدر
إرنست كرويدر (بالألمانية: Ernst Kreuder) ‏(29 أغسطس 1903 – 24 ديسمبر 1972) هو كاتب ألماني. ولد في تايتس ومات في دارمشتات.
فاز بجائزة غيورغ بوشنر الأدبية عام 1953.
تتضمن أعماله ملامح صوفية ورومانسية والنقد التاريخي.

## روابط خارجية
- إرنست كرويدر على موقع مونزينجر (الألمانية)
- إرنست كرويدر على موقع ميوزك برينز (الإنجليزية)
- إرنست كرويدر على موقع ديسكوغز (الإنجليزية)